# ファビオ・ルイージ
ファビオ・ルイージ（ルイジとも、Fabio Luisi、1959年1月17日 - ）は、イタリアの指揮者。

## 人物・来歴
イタリア・ジェノヴァ出身。
ニコロ・パガニーニ音楽院でピアノのディプロマを取得し、パリでアルド・チッコリーニに師事。グラーツ音楽院でミラン・ホルヴァートに師事し、1983年、同音楽院を卒業。
1984年よりグラーツ歌劇場で活動を始める。1990年にはグラーツ交響楽団を創設し、1995年まで芸術監督を務めた。西ドイツおよびオーストリアの歌劇場を転々としながら経歴を重ねてきた。
1995年から2000年までウィーン・トーンキュンストラー管弦楽団首席指揮者、1996年から2007年までMDR交響楽団芸術監督、1997年から2002年までスイス・ロマンド管弦楽団の首席指揮者。2005年から2013年までウィーン交響楽団の首席指揮者を務めた。
また、2007年8月よりザクセン州立歌劇場（ゼンパー・オーパー）およびシュターツカペレ・ドレスデンの音楽監督を務めたが、楽団の管理中枢が音楽監督である自分に無断で2011年のニューイヤーコンサートの放映契約をZDFと結んでいたことを不服とし、2010年2月に任期途中で辞任した 。
2010年より2012年までパシフィック・ミュージック・フェスティバル芸術監督、2011年より2017年までメトロポリタン歌劇場首席指揮者、2012年より2021年までチューリッヒ歌劇場音楽総監督。
2013年には、メトロポリタン歌劇場とのリヒャルト・ワーグナーの連作オペラ「ニーベルングの指環」の録音によりグラミー賞を受賞。
2017年からデンマーク国立交響楽団（DR交響楽団）首席指揮者。
2020年からダラス交響楽団音楽監督。
2022年9月、NHK交響楽団の首席指揮者に就任。

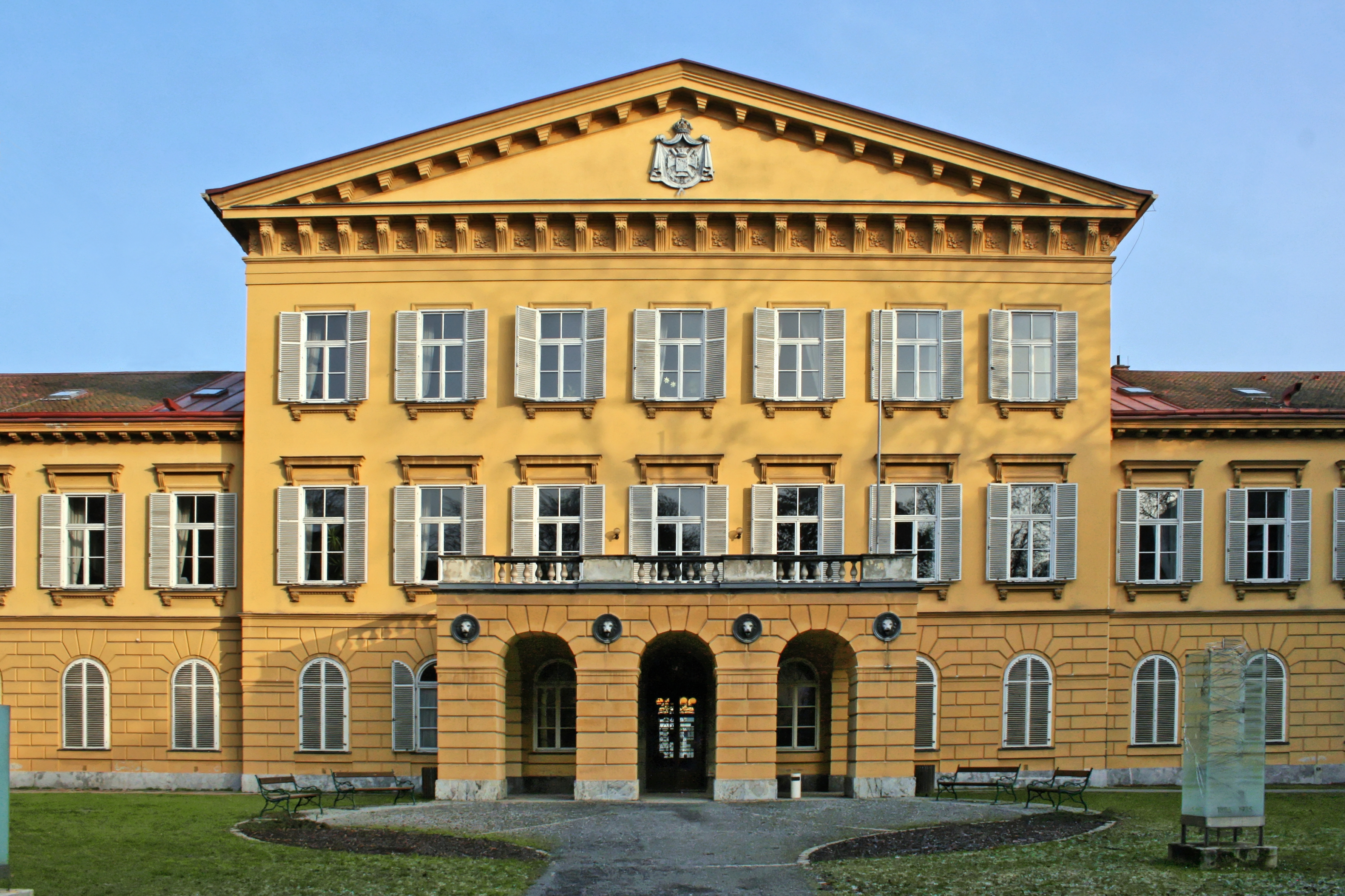
出身校のグラーツ音楽院
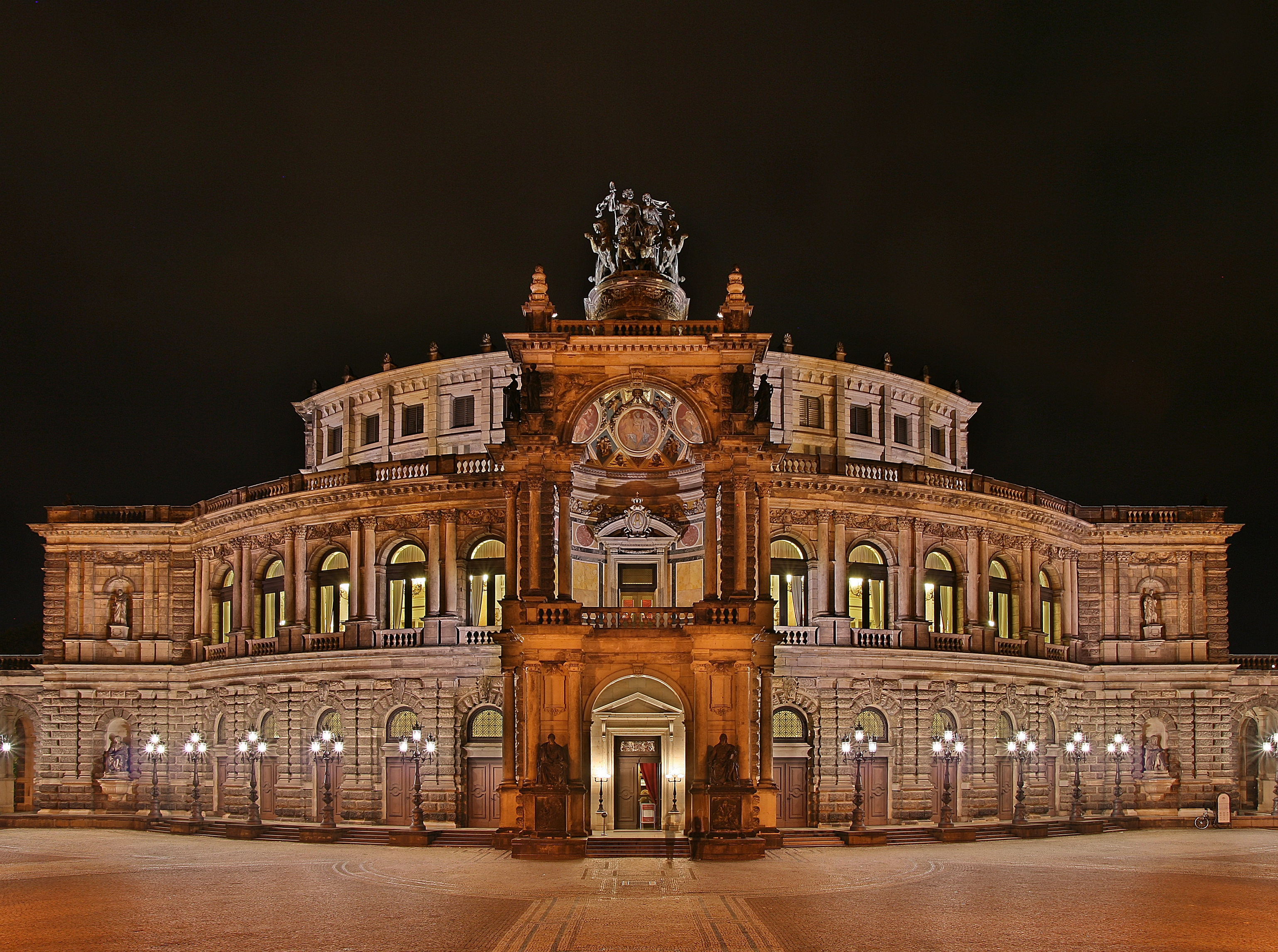
かつて音楽監督を務めたシュターツカペレ・ドレスデンの本拠地ゼンパー・オーパー

## メディア出演

### テレビ
- SWITCHインタビュー 達人達「ヤマザキマリ×ファビオ・ルイージ」（2023年12月22日、NHK Eテレ）[13]